# Бзасежев, Заурбий Адамович
Заурбий Адамович Бзасежев (9 декабря 1943, аул Кошехабль, Адыгейская АО) — адыгский историк, поэт, блогер.

## Биография
Родился 9 декабря 1943 года в а. Кошехабль в семье служащего. Окончил Кошехабльскую среднюю школу № 2. В 1968 году окончил историко-филологический факультет Кабардино-Балкарского государственного университета. Работал ответственным секретарем Кошехабльского районного отделения Знание (общество), учителем истории и обществоведения в СШ № 2, директором детской школы искусств, заведующим отделом культуры райисполкома. С 1989 по 2013 год возглавлял общественную организацию «Адыгэ Хасэ» Кошехабльский район, был заместителем председателя Республиканской организации «Адыгэ-Хасэ», предложенные им проекты «Кошехабльский форум» под девизом «История — достояние народа», с целью преодоления «белых пятен» в истории и «Кошехабльский форум» под девизом «Равенство-Согласие-Единство», с целью сохранения и укрепления межнациональных отношений, во многом определили идеологию национального движения РА и послужили делу укрепления доверия в регионе и смягчению негативных последствий стихийных перемен.
1-2 ноября 1991 года на III съезде в Сухуми, представители двенадцати народов подписали Договор и приняли Декларацию о конфедеративном союзе горских народов Кавказа, от Адыгеи декларацию подписывал вице-президент Конфедерация народов Кавказа З. А. Бзасежев.
Активный член «Комитета 40». Был ведущим специалистом администрации МО «Кошехабльский район» по связям с общественными организациями и СМИ.

## Творчество
С 2006 года начал активную творческую деятельность в поэзии. С 2014 года издано 5 поэтических сборников: «Стихи опустевшей сакли» (2014); «Шелест опавшей листвы» (2015); «Сад памяти» (2016); "Остров любви"(2017); "Закон вечности" (2018). В 2018 году в соавторстве с историками Мекуловым Д.Х. и Бзасежевой Р.К. издана  книга "Аул Кошехабль - введение в историю". Ведет популярный поэтический блог.

## Награды
- Почётная грамота Государственного совета — Хасэ Республики Адыгея (2003).
- Юбилейная медаль «Республика Адыгея — 25 лет» (2016).